# 安部未華子
安部未華子（ Mikako Abe，1994年2月21日—）是一位前日本AV女優。

## 簡歷
2012年在片商Peter's Max安排下出道，2013年3月決定完全引退，不過5月又決定復出並加入片商Candy。
新冠肺炎疫情蔓延日本時，是第一位AV女優確診，康復後宣布2022年6月時就會正式宣布引退，並在引退前邀請粉絲募資720萬拍攝RED-001「デビューから10年AV女优引退作品 奇迹のAV あべみかこ」
。